# Цитлядзев, Георгий Павлович
Георгий Павлович Цитлядзев (Цитлидзев, Цитлидзе) (1827—1883) — генерал-майор, участник русско-турецкой войны 1877—1878 гг.

## Биография
Родился 18 апреля 1827 г. в Вятке, его отец — Павел Александрович Цитлидзев, происходил из грузинских дворян и с отличием участвовал в Отечественной войне 1812 г. (имел орден св. Георгия 4-й степени).
Георгий Павлович Цитлидзев получил образование в 1-м кадетском корпусе, откуда выпущен прапорщиком в 19-ю артиллерийскую бригаду в 1845 г. Затем был переведён в 21-ю артиллерийскую бригаду, из которой поступил в Военную академию Генерального штаба, где окончил курс в 1850 г., был зачислен в Генеральный штаб и назначен обер-квартирмейстером 7-й кавалерийской дивизии, а в 1858 г. произведён в подполковники и назначен начальником штаба 5-й кавалерийской дивизии.
В 1863 г., в чине полковника, он принимал участие в усмирении польского мятежа, причём особенно отличился в делах при Бржицке и Порыцке. В 1865 г. Цитлидзев назначен был командиром 131-го Тираспольского, а затем 41-го Селенгинского пехотных полков.
В 1874 г. Цитлидзев произведён в генерал-майоры, а в следующем году получил в командование 1-ю бригаду 12-й пехотной дивизии; с этой бригадой он участвовал в Турецкой кампании 1877—1878 гг., состоял в Рущукском отряде и за дело у Мечки против втрое сильнейшего неприятеля получил 5 мая 1878 г. орден св. Георгия 4-й степени
В воздаяние за отличие, оказанное в деле с Турками, 30 Ноября 1877 года, под Мечкой, где не только отбил ряд отчаянных атак неприятеля, но сам перешел в наступление и преследовал противника до совершенного его поражения.
После войны Цитлидзев назначен был командиром 2-й бригады 30-й пехотной дивизии. Среди прочих наград имел ордена св. Станислава 1-й степени и св. Владимира 3-й степени с мечами.
Умер 18 января 1883 года в Минске.